# 望郷の海
『望郷の海』（ぼうきょうのうみ）は、1962年10月21日に日活で製作された日本映画。古川卓巳監督、ボクシングを扱った小林旭主演のアクション映画。
藤竜也の俳優デビュー作品である。

## キャスト
- 小林旭 : 雄志
- 松原智恵子 : せつ子
- 深江章喜 : 井沢修
- 楠侑子 : 美佐子
- 藤竜也 : 清
- 郷えい治 : 竹村
- 中台祥浩 : 白石
- 松尾嘉代 : 恵子
- 宮崎準 : 警察署主任
- 金子信雄 : ボス

## スタッフ
- 監督 : 古川卓巳
- 脚本 : 甲斐久尊
- 撮影 : 伊佐山三郎
- 音楽 : 小杉太一郎
- スチール : 浅石靖
- 編集 : 辻井正則
- 主題歌 : 小林旭 :「男のバラード」

## 併映作品
- 『拳銃は淋しい男の歌さ』